# Château d'Herbault
Le château d'Herbault ne doit pas être confondu avec le château d'Herbault-en-Sologne, situé dans la commune de Neuvy (également en Loir-et-Cher).
Le château d'Herbault est un château situé sur la commune d'Herbault, dans le département de Loir-et-Cher.

## Historique

### Renaissance et Ancien régime
Depuis sa construction à la fin du XVe siècle, le château d'Herbault est passé successivement entre les mains de familles nobles et de riches marchands blésois.

### Époque contemporaine
De nos jours, le château est le siège du Centre départemental de Soins d'accompagnement et d'Éducation du Val de Loire.